# Hesperonoe laevis
Hesperonoe laevis är en ringmaskart som beskrevs av Hartman 1961. Hesperonoe laevis ingår i släktet Hesperonoe och familjen Polynoidae. Inga underarter finns listade i Catalogue of Life.